# Atollo Laamu
L'atollo Laamu è un atollo delle Maldive.

## Isole abitate
Dhanbidhoo Fonadhoo Gaadhoo Gan (isola).

## Isole disabitate
Athahédha Berasdhoo Bileitheyrahaa Bodufenrahaa Bodufinolhu Boduhuraa Bodumaabulhali Bokaiffushi Dhekunu Vinagandu Faés Fonagaadhoo Fushi Gasfinolhu Guraidhoo Hanhushi Hedha Holhurahaa Hulhimendhoo Hulhisdhoo Hulhiyandhoo Kaddhoo Kalhuhuraa Kandaru Kudafares Kudafushi Kudahuraa Kudakalhaidhoo Kukurahaa Maakaulhuveli Maandhoo Maaveshi Mahakanfushi Medhafushi Medhoo Medhufinolhu Medhuvinagandu Munyafushi Olhutholhu Olhuveli Thunburi Thundudhoshufushi Nolhoo Uthuruvinagandu Uvadhevifushi Vadinolhu Veligandufinolhu Ziyaaraiffushi.
Isole turistiche, aeroporti e isole industriali sono considerate disabitate.